# Tazawa-See
Der Tazawa-See (jap. 田沢湖, Tazawa-ko) ist ein Caldera-See in der Präfektur Akita im nördlichen Japan. Er ist mit 423,4 m der tiefste See Japans. Wegen seiner Tiefe friert er auch in harten Wintern nie zu.
Früher rühmte sich der See seines klaren Wassers, das sich mit dem Mashū-See in Hokkaidō messen konnte. Durch den Bau eines Staudammes für ein Wasserkraftwerk 1940 und den Abwässern von einer Thermalquelle wurde das Wasser jedoch verschmutzt. Dies führte zum Verschwinden des Kunimasu (Oncorhynchus kawamurae), ein Fischtaxon, von dem man annahm, dass es im Tazawa-See endemisch sei. 2010 wurde jedoch eine Population im Saiko-See in der Nähe des Fuji wiederentdeckt.
Die ehemalige Gemeinde Tazawako (田沢湖, seit 2005 ein Stadtteil von Senboku) ist nach dem See benannt. JR East unterhält eine Tazawako-Linie und einst gab es einen Expresszug Tazawa von Morioka nach Akita, bis er 1997 durch den Akita-Shinkansen ersetzt wurde.

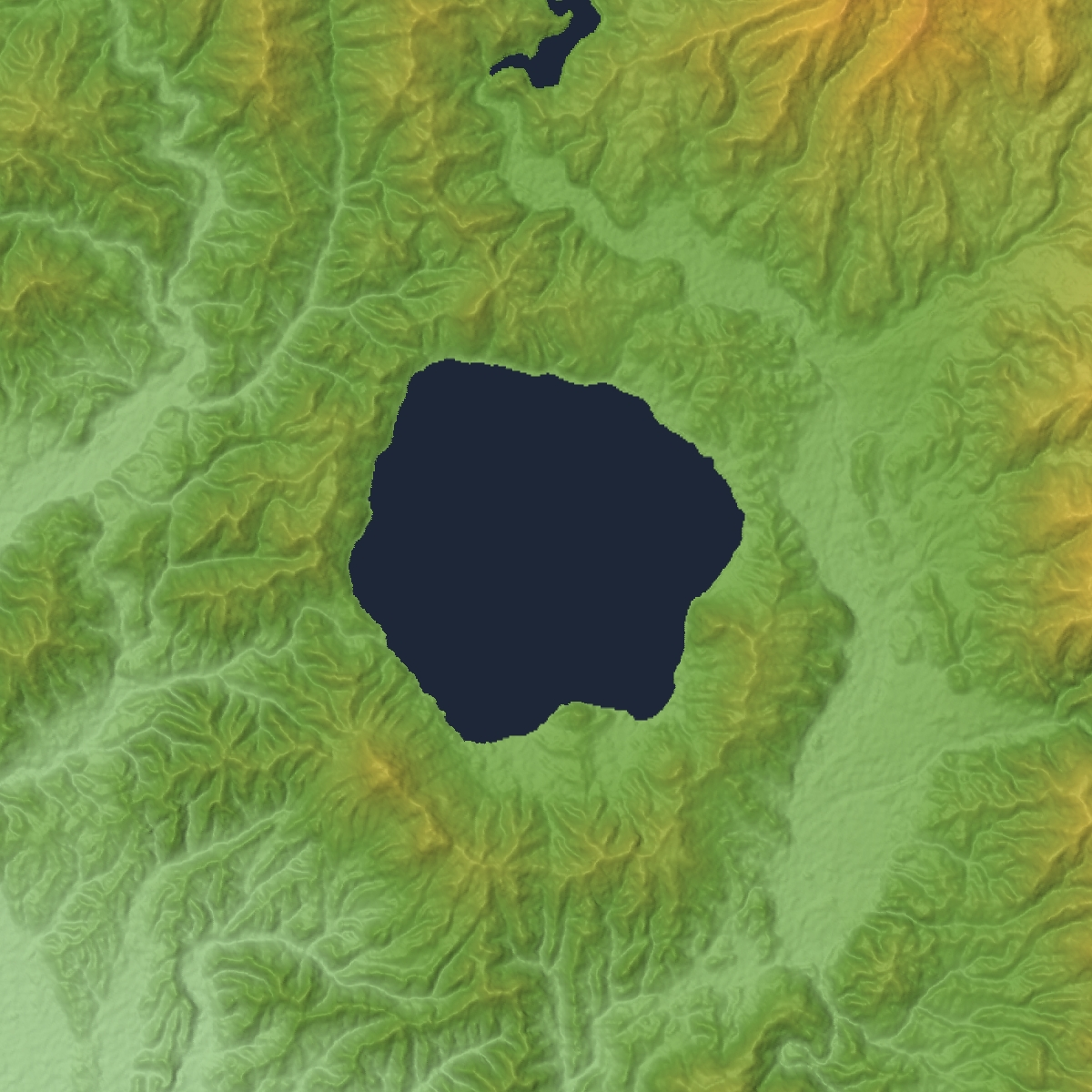
Caldera des Tazawa-Sees